# Jaime Lazcano
Jaime Lazcano Escolá (* 30. Dezember 1909 in Pamplona; † 1. Juni 1983 in Madrid) war ein spanischer Fußballspieler. Er war Mittelfeldspieler.

## Verein
Lazcano begann seine Karriere im Alter von 15 Jahren bei Osasuna Pamplona. Seit der Saison 1928/29 spielte er für Real Madrid in der Primera División. Er erzielte in 81 Partien 37 Tore für die „Königlichen“, darunter am 10. Februar 1929 Reals erstes Erstligator überhaupt, und gewann zwei Mal die Spanische Meisterschaft sowie einmal den nationalen Pokal. Bei den Königlichen verblieb er bis 1934. In der folgenden Saison spielte er für Reals Stadtrivalen Atlético Madrid. Dort beendete er 1935 seine Spielerkarriere.

## Nationalmannschaft
Für die spanische Nationalmannschaft gab Lazcano, der von Beruf Arzt war, 1929 bei einem 5:0-Sieg über Portugal sein Debüt. Sein letztes von insgesamt fünf Spielen, in denen er ein Tor erzielte, bestritt er bereits 1930.

### Titel
- 2× Spanischer Meister (1932, 1933)
- 1× Spanischer Pokalsieger (1934)